# Émile Sauret
Émile Sauret (Dun-sur-Auron, 22 maggio 1852 – Londra, 12 febbraio 1920) è stato un violinista e compositore francese. Sauret ha scritto oltre 100 pezzi per violino, tra cui una famosa cadenza per il primo movimento del Primo Concerto per violino di Niccolò Paganini e il "Gradus ad Parnassum" (1894).

## Biografia
Sauret nacque a Dun-sur-Auron, in Francia nel 1852. Iniziò a studiare violino al Conservatorio di Strasburgo all'età di sei anni e con la reputazione di bambino prodigio iniziò ad esibirsi due anni dopo. Studiò sotto Charles Auguste de Bériot e in seguito divenne allievo di Henri Vieuxtemps e Henryk Wieniawski. A 18 anni iniziò a studiare composizione come allievo di Salomon Jadassohn al Conservatorio di Lipsia, dove strinse molte amicizie. Tra questa c'erano Fritz Steinbach e Richard Sahla, un bambino prodigio come lo stesso Sauret.
Sauret suonò nelle più famose sale da concerto del suo tempo. Fece il suo debutto americano nel 1872. Franz Liszt interpretò alcune sonate con lui. Nel 1873 Sauret sposò Teresa Carreño, pianista e compositrice venezuelana, dalla quale ebbe una figlia, Emilita. Il matrimonio non durò; nel 1879 si risposò.
Ricoprì incarichi in varie istituzioni, tra cui la Neue Akademie der Tonkunst di Berlino, dove scrisse i Twelve Études Artistiques per i suoi "amati studenti"-, insieme a Moritz Moszkowski e ai fratelli Scharwenka, Xaver e Phillipp e alla Royal Academy of Music a Londra, dove fu nominato professore di violino nel 1890, al Musical College di Chicago nel 1903 e al Trinity College di Londra, un incarico che assunse nel 1908.
Émile Sauret suonava un violino di Guarneri del Gesù (1744), chiamato „Sauret“. Nel 1986 fu acquistato da Itzhak Perlman.
Morì a Londra nel 1920, all'età di 67 anni

## Eredità
A causa delle eccessive difficoltà delle sue composizioni per violino, Émile Sauret è ricordato oggi per poco più della cadenza per il Concerto per violino n. 1 in Re maggiore di Niccolò Paganini.

## Ex allievi degni di nota
Fra i suoi studenti si ricordano:
- Tor Aulin (1866-1914)
- Jan Hambourg (1882-1947)
- William Henry Reed (1876-1942)
- Marjorie Hayward (1885-1953)
- Leila Waddell (1880-1932)[3]
- Otie Chew Becker (1880-1953)
- Florizel von Reuter (1890-1985)
- Gerald Walenn (1871-1942)[4]
- John Waterhouse (1877-1970)

## Composizioni selezionate
- Op. 3, Capriccio di concerto
- Op. 6, 3 pezzi da salotto per Violino e Pianoforte
- Op. 9, Scherzo fantastico
- Op. 11, Souvenir di Los Angeles
- Op. 13, 2 Impromptus per Violino e Pianoforte
- Op. 24, 20 Grandi studi (1884)
- Op. 26, Concerto per violino in sol minore
- Op. 27, Fantasia brillante su brani spagnoli
- Op. 28, Foglio d'Album
- Op. 32, Rapsodia russa
- Op. 33, Danza polonese
- Op. 36, Gradus ad Parnassum (1894)
- Op. 38, 12 Studi artistici
- Op. 43, 6 pezzi da salotto
- Op. 50, Scene paesane
- Op. 52, Capriccio in si minore
- Op. 57, Introduzione e valzer da concerto (1898)
- Op. 59, Rapsodia svedese
- Op. 64, 24 studi di capricci (1902–03)
- Op. 65, Souvenir dell'Ungheria. Andante e Capriccio ungherese
- Op. 66, 3 Pezzi da salotto
- Op. 67, Andante e Capriccio da Concerto
- Op. 68, Suite per Violino solo (1907)
- Op. 69, Canzone senza parole e mazurca
- Concerto per violino in mi maggiore
- Sonata per violino in la maggiore
- Cadenza sul Concerto per violino n. 1 in re maggiore, op. 6 di Paganini
- Cadenza sul Concerto per violino n. 4, KV 218 di Mozart
- Cadenza sulla sonata Il trillo del diavolo di Tartini